# Laval-en-Laonnois
Laval-en-Laonnois ist eine französische Gemeinde mit 248 Einwohnern (Stand 1. Januar 2022) im Département Aisne in der Region Hauts-de-France (vor 2016 Picardie). Sie gehört zum Arrondissement Laon, zum Kanton Laon-2 und zum Gemeindeverband Pays de Laon.

## Geografie
Die Gemeinde Laval-en-Laonnois liegt am Nordabhang des Hügellandes Chemin des Dames, sieben Kilometer südlich von Laon. Durch den Westen der Gemeinde führt die autobahnartig ausgebaute Route nationale 2. Nachbargemeinden von Laval-en-Laonnois sind Étouvelles im Norden, Nouvion-le-Vineux im Osten, Chevregny im Südosten, Monampteuil im Südwesten sowie Urcel im Westen.

## Bevölkerungsentwicklung
| Jahr                       | 1962 | 1968 | 1975 | 1982 | 1990 | 1999 | 2006 | 2012 | 2022 |
| Einwohner                  | 156  | 146  | 151  | 163  | 202  | 213  | 242  | 255  | 248  |
| Quellen: Cassini und INSEE |      |      |      |      |      |      |      |      |      |

## Sehenswürdigkeiten
- Kirche Saint-Nicolas, Monument historique seit 1921
- Lavoir

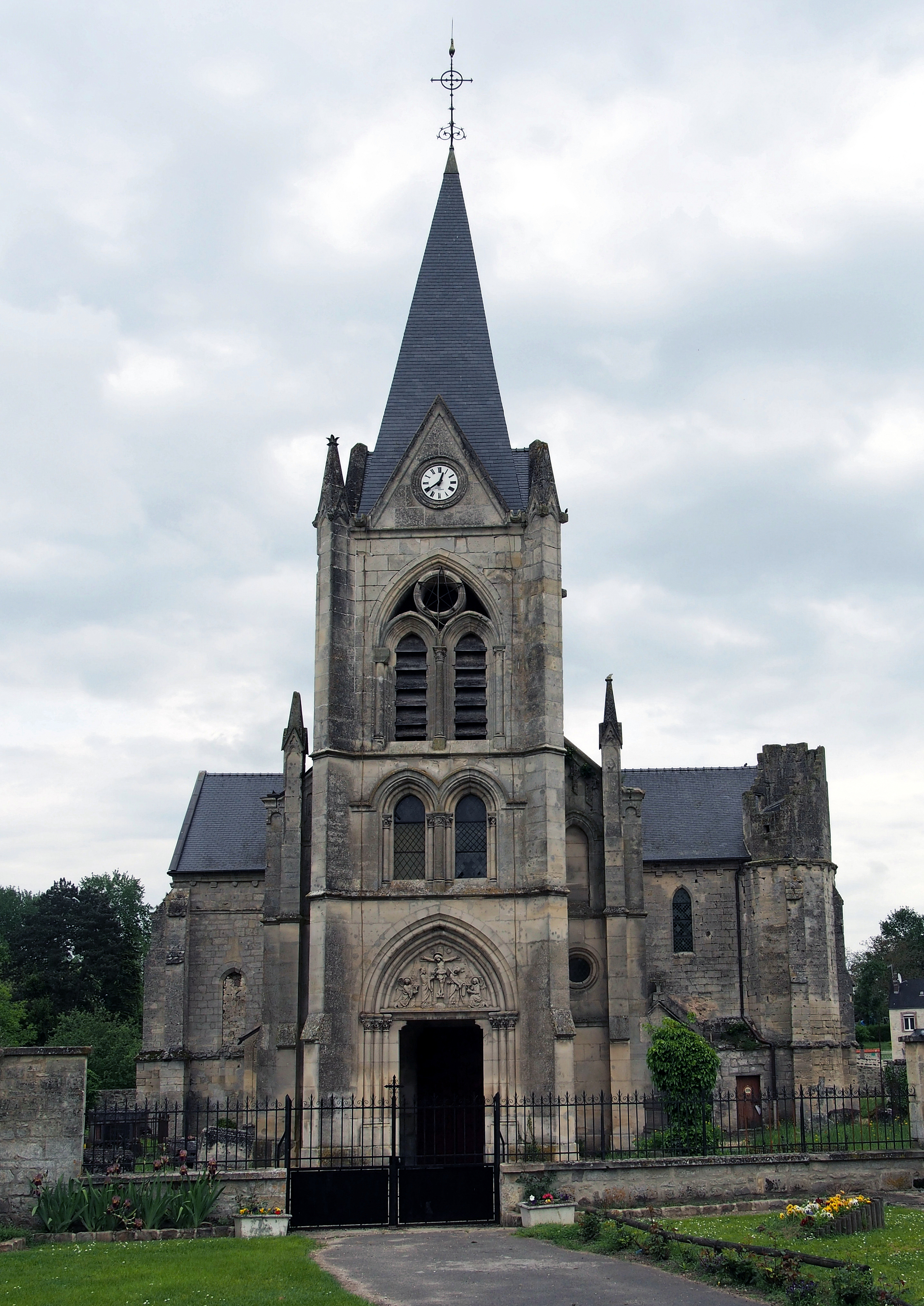
Kirche Saint-Nicolas
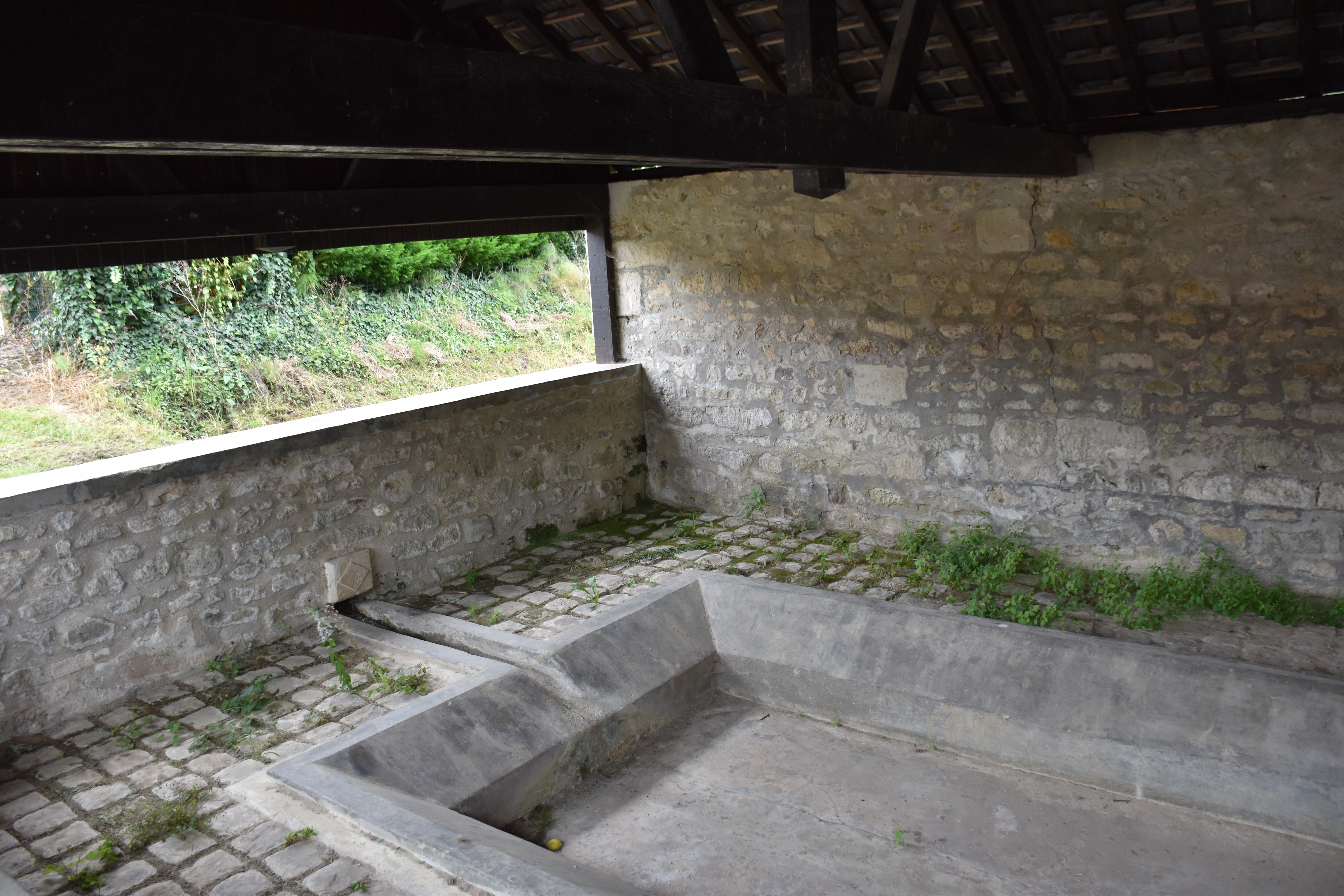
Lavoir